# Picasa
Picasa — програма для роботи з цифровими фотографіями. 13 червня 2004 року компанія Google придбала Picasa, випустивши нову версію цієї програми — Picasa 2. Picasa інтегрована з Blogger і Gmail. 15 березня 2016 підтримка програми була припинена, Picasa замінив онлайн-сервіс Google Photos. Супутній сервіс Picasa Web Albums закрився 1 травня 2016.

## Можливості
Picasa мала можливості до перегляду, організації та обмеженого редагування фотографій. Вона автоматично індексувала фотографій на жорсткому диску комп'ютера. Їх перегляд міг відбуватися як у звичайному, так і в повноекранному режимах, в тому числі у вигляді слайд-шоу.
Picasa могла записувати координати знімків у метадані EXIF. З версії 3.5 для цього вже не вимагалося встановити Google Earth.
Редагування фотографій включало ретушування, кадрування та вирівнювання, застосування до фотографій різних ефектів, в тому числі корекція ефекту червоних очей. При редагуванні зображення його оригінал зберігався у прихованій папці. Всім знімкам можна було присвоїти теґи, в тому числі на основі технології розпізнавання облич.